# Дальгона
Дальго́на (кор. 달고나, тальгона) или ппопги́ (кор. 뽑기, ппопки) — корейская сладость, сделанная из растопленного сахара и пищевой соды. Являлась популярной уличной едой в 1970-х и 1980-х годах.
При термической обработке щепотки соды, смешанной с сахаром, выделяется диоксид углерода. Это заставляет растопленный сахар подняться и стать хрустящей конфетой после затвердевания. Обычно сладкая кремовая смесь выливалась в плоскую круглую форму и с помощью специальных формочек на ней выдавливался рисунок.
Те, кто её ел, старались съесть сладость, не повредив центральную фигуру. Если им удавалось это сделать, то по традиции они получали ещё одну дальгону в подарок.

## В культуре
Игра «Сахарные соты», участники которой должны с помощью иглы выскоблить фигуру из формочки, не повредив её при этом, является основным сюжетом третьей серии первого сезона сериала «Игра в кальмара». Благодаря сериалу корейская сладость вновь обрела популярность не только в Корее, но и в других странах мира.